# زيت زهرة الشمس

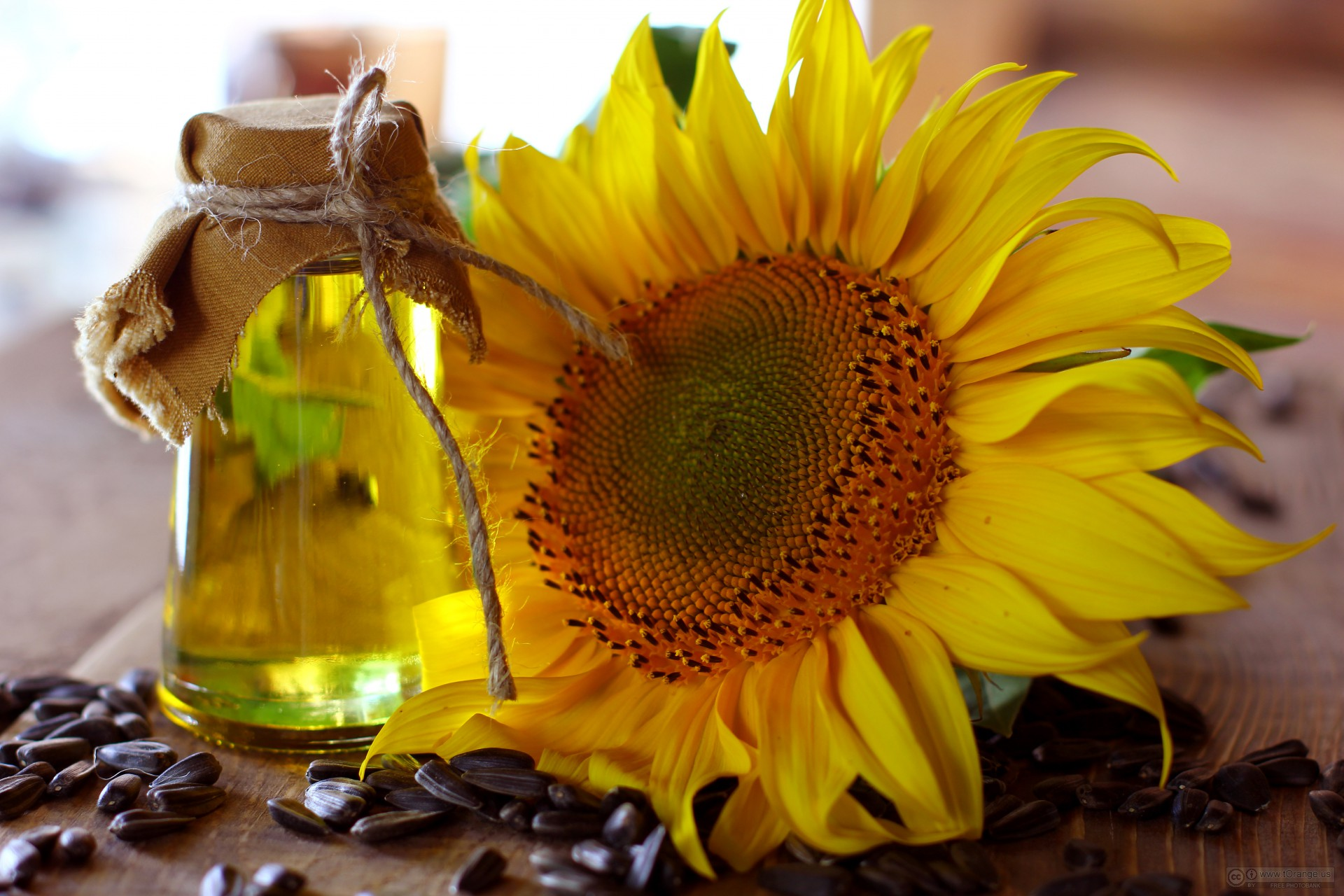
زيت زهرة الشمس

زيت زهرة الشمس أو دوار الشمس (بالإنجليزية: Sunflower oil)‏، هو الزيت المستخلص من بذور زهرة الشمس. ويستخدم زيت زهرة الشمس غالباً في الطعام كزيت قلي وفي صناعة مستحضرات التجميل. وتشير الإحصائيات إلى أنّ إجمالي الإنتاج في العالم من زيت عباد الشمس في عام 2014 قد بلغ  ما يقرب 16 مليون طن، وتتصدر أوكرانيا وروسيا قائمة الدول المنتجة لزيت عباد الشمس. وهذا ما يفسر سبب ارتفاع الأسعار العالمية لزيت عباد الشمس بنسبة تصل إلى 58% خلال شهر واحد فقط من عام 2022م، ذلك العام الذي بدأ فيه الغزو الروسي لأوكرانيا.

## المكونات
يحتوي زيت زهرة الشمس غالبا على حمض زيت الكتان. ومن مكوناته أيضًا:
- حمض النخليك: 4 - 9%؛
- حمض الشمع: 1 - 7%؛
- حمض الزيتيك: 14 - 10%؛
- حمض زيت الكتان: 48 - 74%.

ويتم انتاج أربعة أنواع من زيت عباد الشمس بتركيزات مختلفة من الأحماض الدهنية: عالى اللينوليك (حمض زيت الكتان)، عالى الأولييك (حمض الزيت)، متوسط الأولييك، عالى السيتاريك (حمض الشمع) مع عالى الأوليك.
- عالى اللينولييك، 69% حمض اللينولييك.
- عالى الأوليك، 82% حمض الأوليك.
- متوسط الأوليك، 65% حمض الأوليك.
- عالى السيتاريك مع عالى الأولييك، 18% حمض السيتاريك، و 72% حمض الأوليك.

ويعد النوع الثاني من بين هذه الأنواع الأربعة، هو الأكثر فائدة ونفعََا عند استخدامه في الطعام وارتباطه بالصحة، حيث أن التركيب الدهني لزيت عباد الشمس بحمض الأوليك المرتفع شديد الشبه بالتركيب الدهني لزيت الزيتون،  وهو يتكون بشكل عام من أحماض أحادية عدم  التشبع، وعلى الرغم من تضمنه لنسبة قليلة جدًا من حمض اللينوليك، حوالي 10% وهوحمض متعدد عدم التشبع، إلا أن حمض الأوليك أكثر ثباتًا في درجات الحرارة ويتحمل حرارة القلي بشكل افضل، كما أنه يمكن الحفاظ عليه بالشكل المناسب لوقت أطول بكثير من بقية أنواع زيوت عباد الشمس العادية، ويتميز زيت عباد الشمس بحمض الاوليك المرتفع بمذاق ونكهة محايدين، مما يضمن عدم تداخله او تغييره لمذاق الطعام، ويجعله مستساغًا أكثر لمن لا يفضلون مذاق الزيت الحاد.

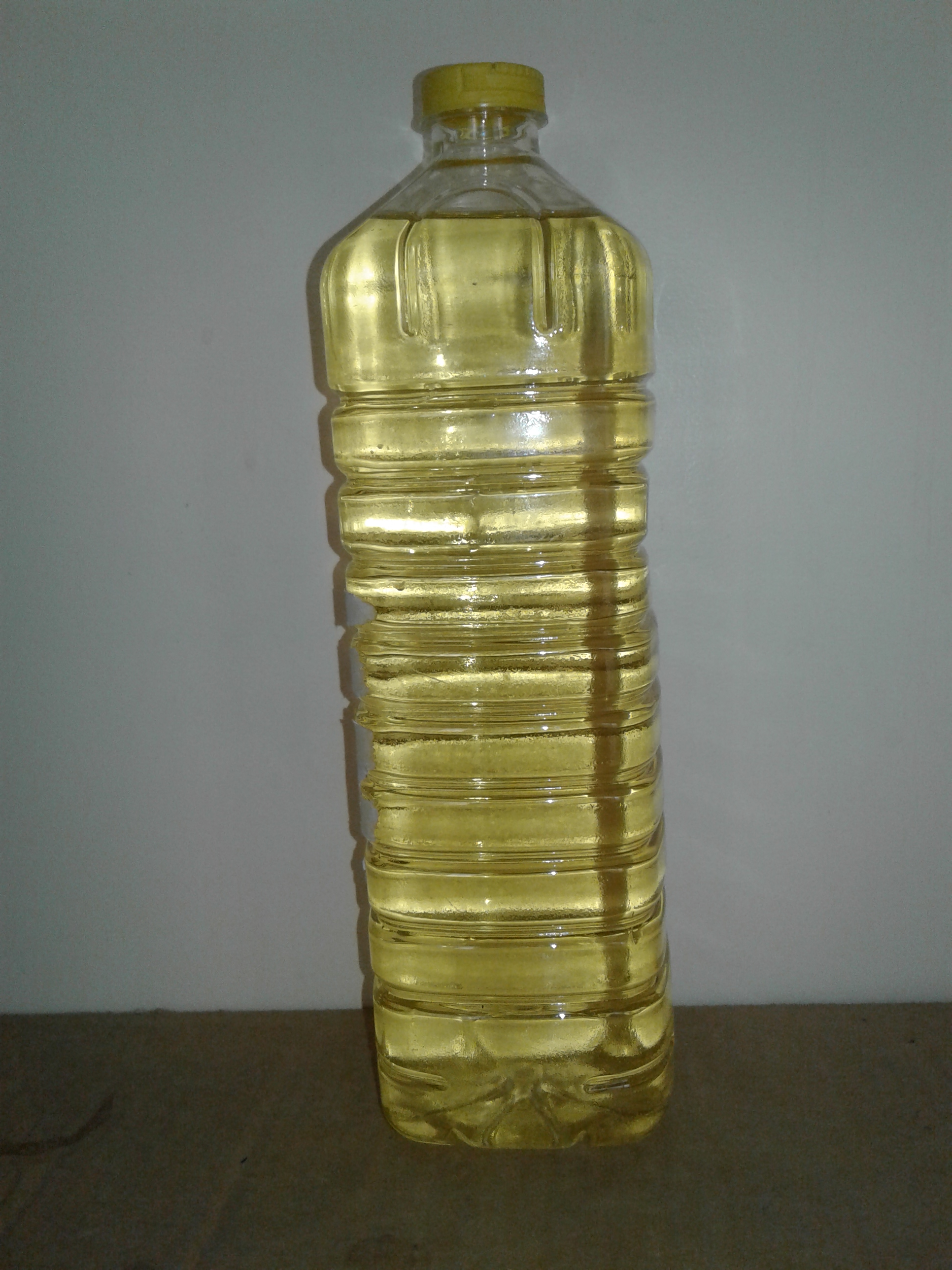
قنينة تجارية لزيت زهرة الشمس (دوار الشمس).

## الخواص الفيزيائية
زيت زهرة الشمس هو زيت  ثلاثي الغليسريد،. ويعتبر من الزيوت السائلة التي تحافظ على خصائصها في درجة حرارة الغرفة وتبقى سائلة دون أن تتجمد.
| نقطة التدخن (المكرر)     | 227 °C           | 440 °F |
| نقطة التدخن (غير المكرر) | 107 °C           | 225 °F |
| نقطة التدخن (شبه المكرر) | 232 °C           | 450 °F |
| الكثافة (25 °C)          | 918.8 kg/m3      |        |
| معامل الانكسار (25 °C)   | ≈1.473           |        |
| لزوجة (25 °C)، غير مكرر  | 0.04914 kg/(m*s) |        |

## المعلومات الغذائية
تحتوي كل ملعقة كبيرة من زيت دوّار الشمس (13.6غ) بحسب وزارة الزراعة الأميركية على المعلومات الغذائية التالية:
- السعرات الحرارية: 120
- الدهون: 13.60
- الدهون المشبعة: 1.76
- الكاربوهيدرات: 0
- الألياف: 0
- البروتينات: 0
- الكولسترول: 0

## الآثار الصحية السلبية
على الرغم من فؤائد زيت عباد الشمس، إلا أن هناك بعض المشكلات أو الآثار الصحية السلبية التي يمكن أن يخلفها استخدام زيت عباد الشمس بافراط ، والتي من أبرزها:
- الزيادة في وزن الجسم، فهو مصدر للدهون والطاقة التي قد تسبب زيادة الوزن.
- التأثير على توازن الجسم، فالزيت الغني بحمض الينولييك قد يسبب خللًا في توازن الجسم.

وهناك من يرى أن زيت عباد الشمس غير صحي، لأنه يحتوي على مستويات عالية من أحماض "أوميغا 6" الدهنية التي قد تسبب زيادتها التهابًا في الجسم، يؤدي إلى مشاكل صحية. ووفقًا لإحدى الدراسات وجد أنه عند تسخين زيت عباد الشمس بدرجات حرارة تصل إلى 356 درجة فهرنهايت (180 درجة مئوية) بشكل متكرر، يطلق كمية كبيرة من الألدهيدات في أبخرة الطهي، والألدهيدات مركبات سامة يمكنها إتلاف الحمض النووي والخلايا، فتسهم في حالات مثل أمراض القلب والزهايمر.

## الإنتاج
بلغ الإنتاج العالمي من زيت عباد الشمس في عام 2021م حوالي 18.5 مليون طن، كان لروسيا وأوكرانيا النصيب الأكبر في هذا الإنتاج، حيث شكلتا الدولتان معًا حوالي 55% من جملة الإنتاج العالمي، أي ما يعادل 10.1طن، وجاء من خلفهما الأرجنتين 1.3 مليون طن، تركيا 0.9 مليون طن، المجر 0.6 مليون طن، بلغاريا 0.6 مليون طن، رومانيا 0.5 مليون طن، فرنسا 0.5 مليون طن، وتوزعت بقية النسبة على دول أخرى متعددة مثل الصين والولايات المتحدة وتنزانيا.
وفي عام 2022م، وفي ظل الغزو الروسي لأوكرانيا، كان هناك نقص عالمي في زيت عباد الشمس، بعدما تعطل إنتاج الزيت في روسيا وأوكرانيا (طرفي الحرب) وانخفض معه الإنتاج العالمي لزيت عباد الشمس لأكثر من النصف، وفي ظل هذا النقص عدلت العديد من العلامات التجارية من وصفاتها بعد اللجوء إلى زيت بذور اللفت حتى لا تتعطل خطوطها الإنتاجية.

## التحضير والتخزين
لأن زيت عباد الشمس يتكون من أحماض دهنية متعددة غير مشبعة، وآحادية غير مشبعة أقل استقرارًا، فإنها يمكن أن تكون عرضة للتحلل من خلال الحرارة والهواء والضوء، ولتفادي ذلك وعدم فقدان العناصر الغذائية بالزيت، يتم حفظ زيت عباد الشمس في درجات حرارة منخفضة أثناء التصنيع والتخزين، كما يمكن تخزين الزيت في زجاجات مصنوعة من الزجاج الداكن اللون، أو من البلاستيك المعالج ضد الأشعة فوق البنفسجية.

### طرق استخراج الزيت
يمكن استخلاص زيت عباد الشمس، إما من خلال المذيبات الكيميائية مثل الهكسان، أو من خلال الضغط الطارد، والذي يسمى أيضًا بالضغط على البارد، والذي يتم من خلاله عصر بذور عباد الشمس بعد سحقها، وهي طريقة لا تستخدم أية مذيبات كيميائية.

### الزيت المكرر مقابل غير المكرر
إن تكرير زيت عباد الشمس من خلال إزالة المذيبات والتبيض، يجعله مناسبًا للطهي في درجات الحرارة العالية، غير أنه يفقده بعض عناصره الغذائية، ولونه ونكهته فيبدو لون الزيت أصفر شاحب، أما زيت عبداد الشمس غير المكرر فهو أقل ثباتًا للحرارة، وبالتالي هو مناسب للأطباق النيئة، أو المطبوخة في درجات حرارة منخفضة، وهو بطبيعة الحال يحتفظ بلونه ونكهته وعناصره الغذائية.

## الاستخدامات
- في الطعام، يستخدم زيت عباد الشمس في الطهي على درجات حرارة منخفضة إلى مرتفعة نسبيًا، ويستخدم في إنتاج زبدة عباد الشمس، كما يستخدم زيت عباد الشمس وبشكل شائع في القلي، ويعد الخيار المفضل في ذلك نظرًا لارتفاع نقطة احتراقه، بالإضافة إلى كونه أرخص من زيوت أخري مثل: زيت الأفوكادو، وزيت الزيتون، كما أنه يناسب معظم الأطباق من السلطة والمقليات والمخبوزات.[21] ويتميز بقدرته علي تحمل درجات حرارة من 180 إلى 200 درجة مئوية دون أن يفسد، ويمكن أيضًا إعادة استخدامه، كما يضمن محتواه المرتفع من حمض الأوليك على تكون طبقة على سطح الأطعمة خلال عملية القلي تجنبًا لتسرب الزيت مما يجعل الطعام بدوره مقرمشًا، وهي سمة تشبه كثيرًا خصائص زيت الزيتون، لأنه يحتوي على نسبًا مماثلة من حمض الأوليك. كما يمكن استخدام زيت عباد الشمس كمادة حافظة بدرجة ممتازة.[8]
- وجبة البذور، بعد القيام بعملية استخلاص زيت عباد الشمس من البذور، تتبقى البذور المطحونة، والتي يطلق عليها "وجبة البذور" وهي غنية بالبروتين والألياف الغذائية، ويمكن استخدامها كعلف للحيوانات أو استخدامها بوصفها سماد.[16][22]
- في الصحة، يحمى زيت عباد الشمس من الإجهاد التأكسدي، وذلك بفضل تضمنه لفيتامين "هـ" ، ويحافظ هذا الفيتامين القابل للذوبان في الدهون على قوة جهاز المناعة على المدى الطويل، كما يرتبط تناول كميات كبيرة من هذا الفيتامين بإنخفاض معدلات الإصابة بأمراض القلب وإعتام عدسة العين والضمور البصري المرتبط بتقدم العمر. وزيت عباد الشمس قد يكون في الواقع أفضل لصحة القلب من زيت الزيتون وفقًا لما نشرته مجلة "ليبيد ريسيرش Lipid Research"، فبعد مقارنته بعدد من الزيوت اكتشف العلماء أن زيت عباد الشمس كان أكثر فعالية في خفض مستويات الكوليسترول الضار مقارنة بزيت الزيتون أو زيت النخيل.[21] وترتبط جميع فوائد زيت عباد اشمس الصحية بأصناف عالية من الأوليك، خاصة تلك التي تحتوي على 80% أو أكثر من حمض الأوليك، حيث تشير بعض الابحاث إلى أن اتباع نظام غذائي غني بالاحماض الدهنية الأحادية غير المشبعة مثل حمض الأوليك الموجود في عباد الشمس قد يساعد في تقليل مستويات الكوليسترول المرتفعة وبالتالي يقلل من خطر الإصابة بأمراض القلب.[23]
- مستحضرات التجميل، جليسريدات عباد الشمس PEG-10 عبارة عن سائل أصفر باهت ذو رائحة دهنية خفيفة، وهي مشتقة من البولي إيثيلين جلايكول المشتقة من زيت بذور عباد الشمس، وتستخدم جليسريدات عباد الشمس بشكل شائع في تركيبات مستحضرات التجميل.[24] كما أن زيت عباد الشمس يحتوي على نسبة عالية من المواد التي تساعد على ترطيب الشعر والتخلص من جفافه، وذلك عن طريق تدليك الشعر بزيت عباد الشمس يوميًا، كما أنه يساعد على وقاية الشعر من القشرة من خلال إضافة كمية من خل التفاح إليه، ويحتوي زيت عباد الشمس على كمية عالية من الفيتامينات التي تعمل على ترطيب البشرة والتخلص من البقع الداكنة، كما أنه يعد من الزيوت الطبيعية التي تعمل على التخلص من التجاعيد والهالات السوداء، ويعمل على تفتيح البشرة والحفاظ على نضارتها وحمايتها من حب الشباب والبقع، إضافة إلى انه يعمل على تطويل الشعر وعدم تقصفه.[25][26]
- في البستنة، في الاتحاد الأوربي، يمكن رش زيت عباد الشمس على محاصيل الطماطم بوصفه مبيد للفطريات، وذلك للسيطرة على العفن البودري أو البياض الدقيقي، وعليه تم تصنيفه كمادة أساسية يمكن استخدامها فى المزارع العضوية والتقليدية على حد سواء.[27]
- فى الوقود، يمكن استخدام زيت عباد الشمس كأحد أنواع وقود الزيوت النباتية، لتشغيل محركات الديزل عند مزجه مع الديزل في الخزان. وبسبب ارتفاع مستويات الدهون غير المشبعة تكون اللزوجة أعلى في درجات الحرارة الباردة.[28]

## معرض الصور

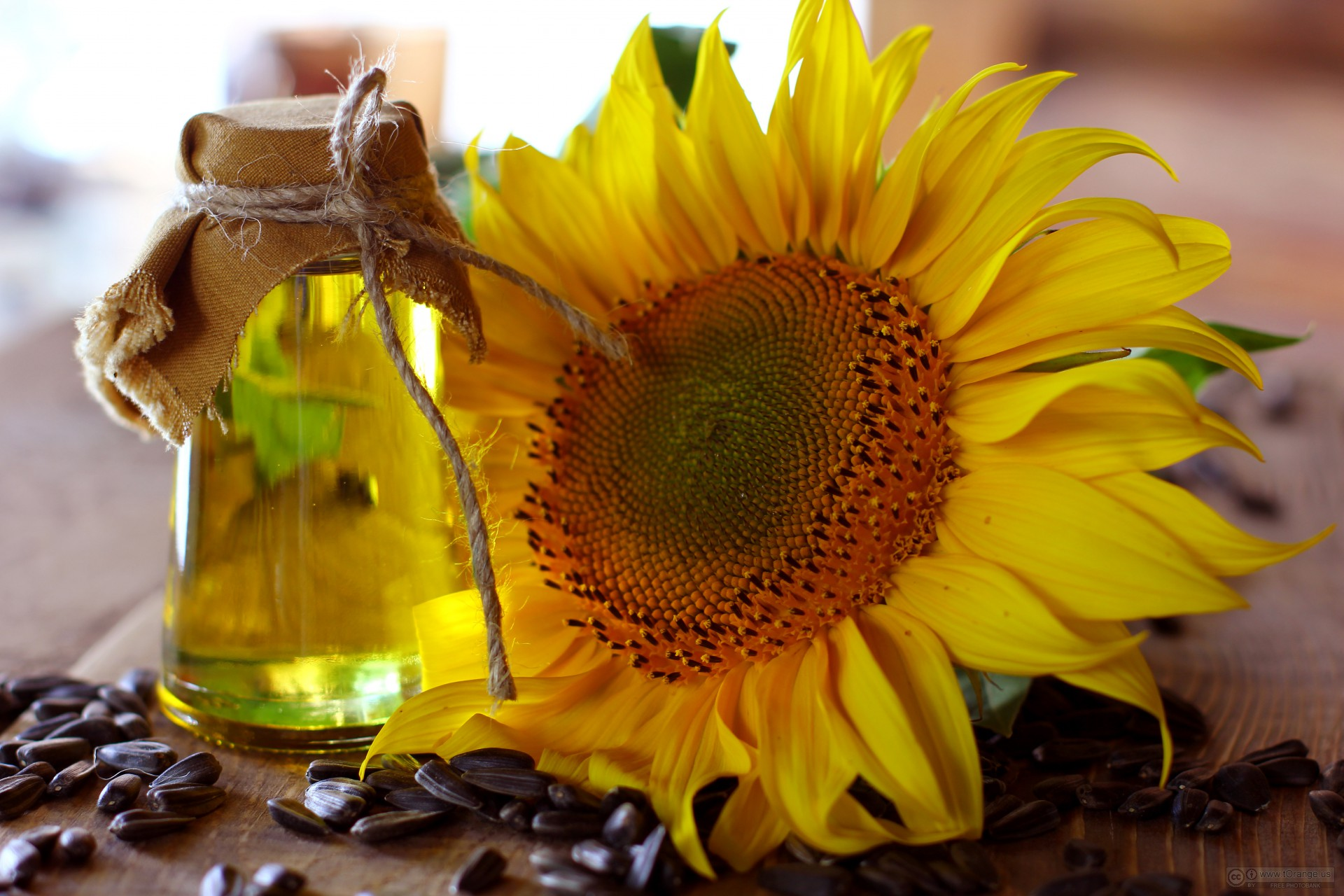
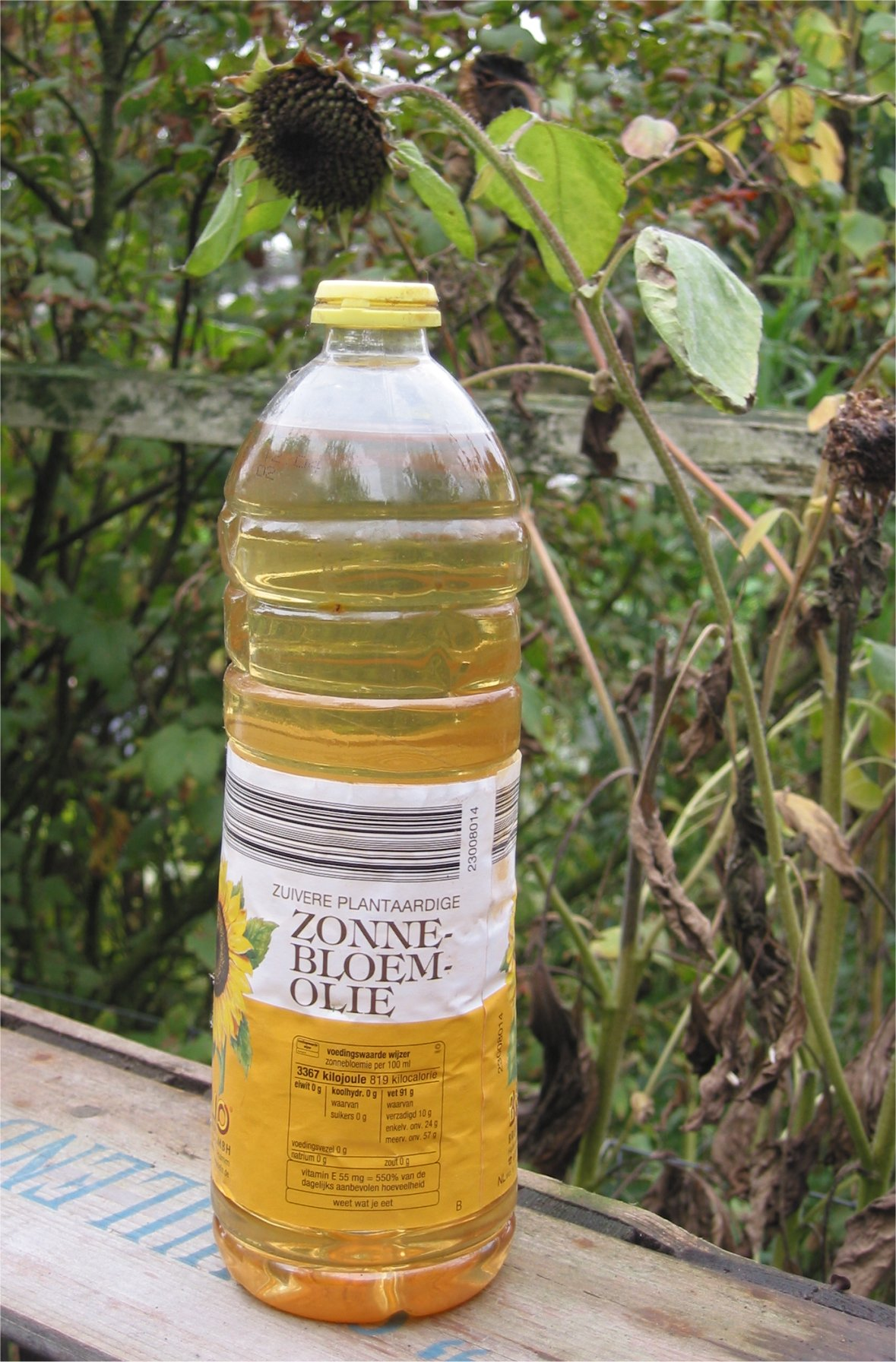
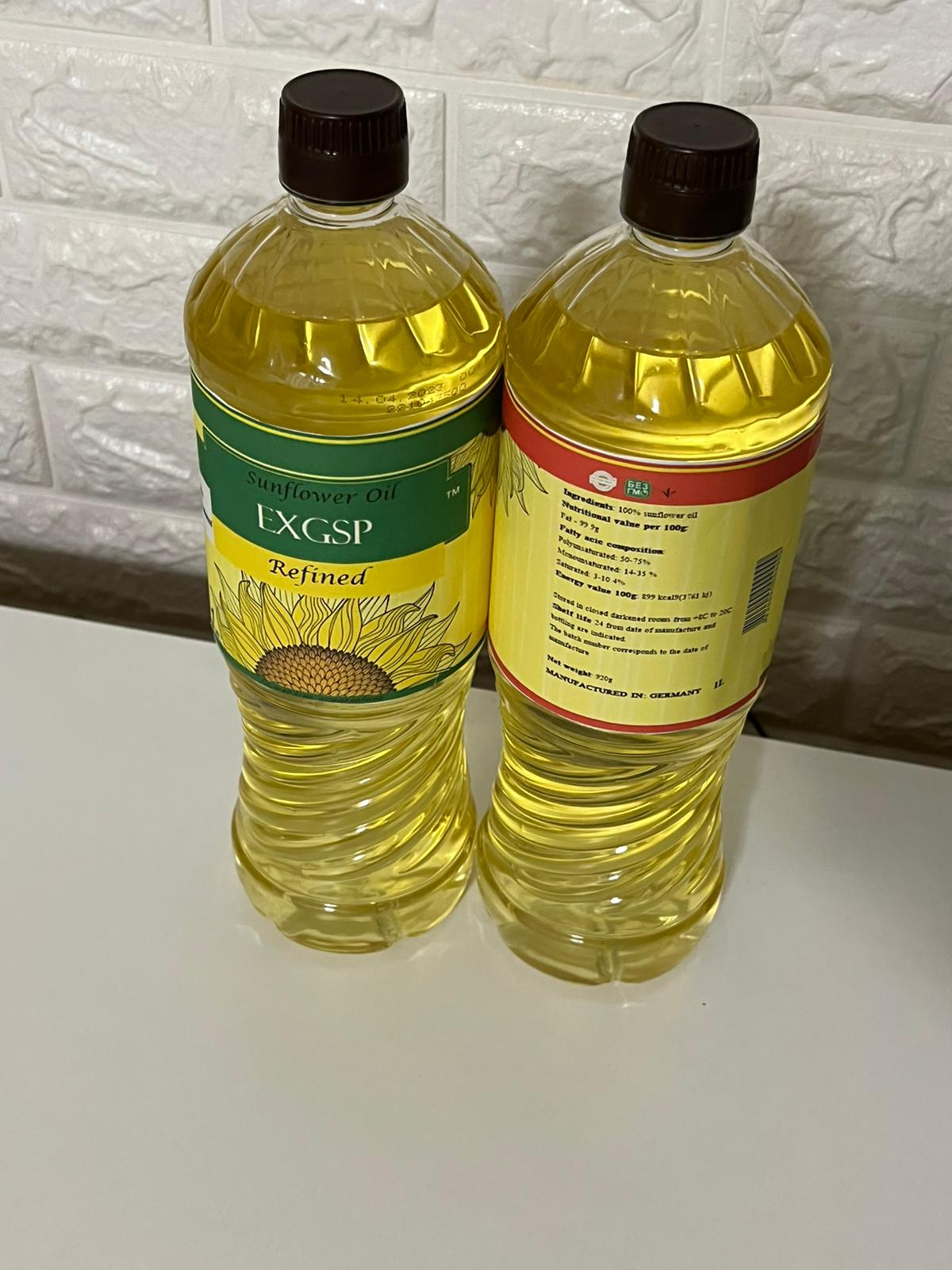
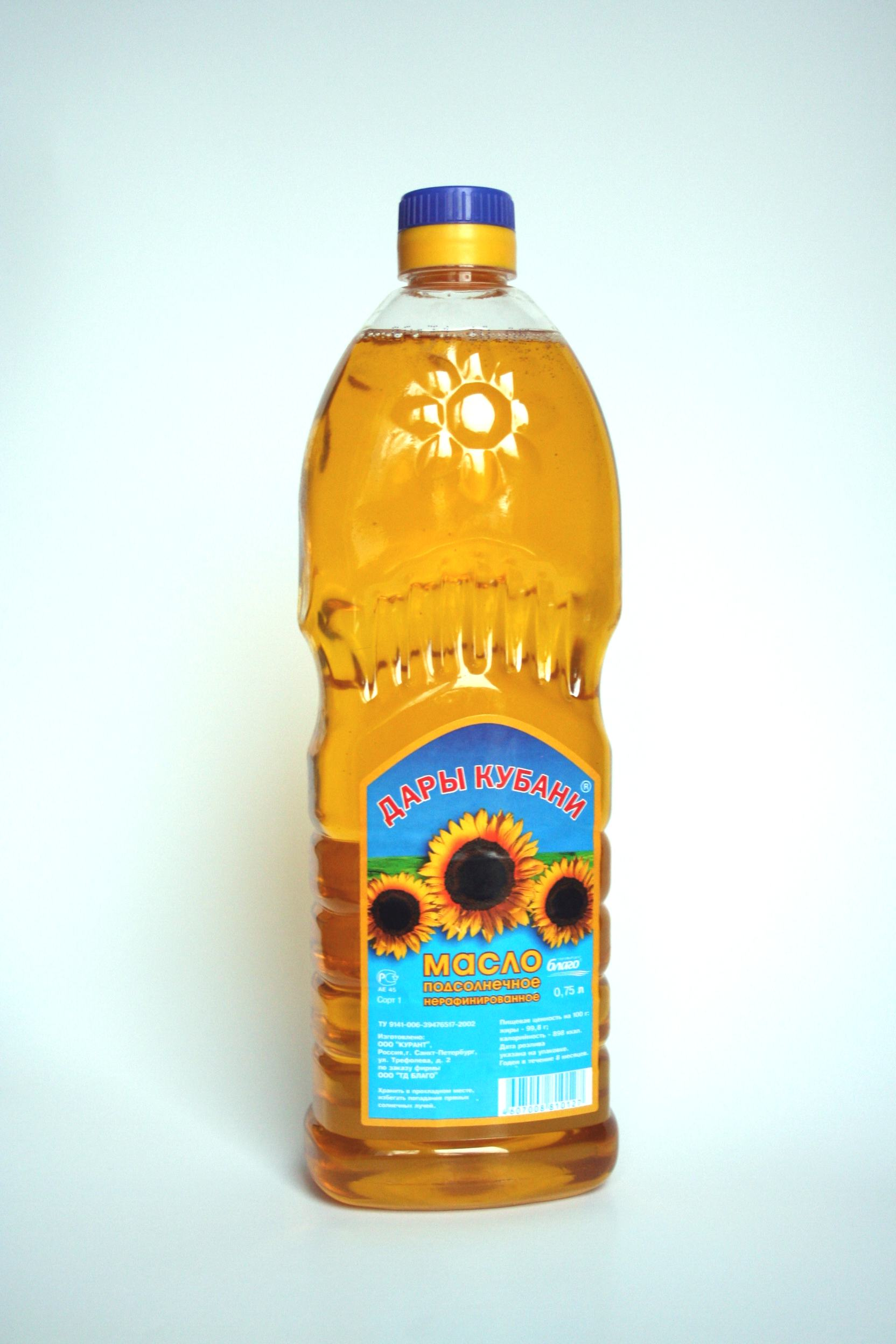
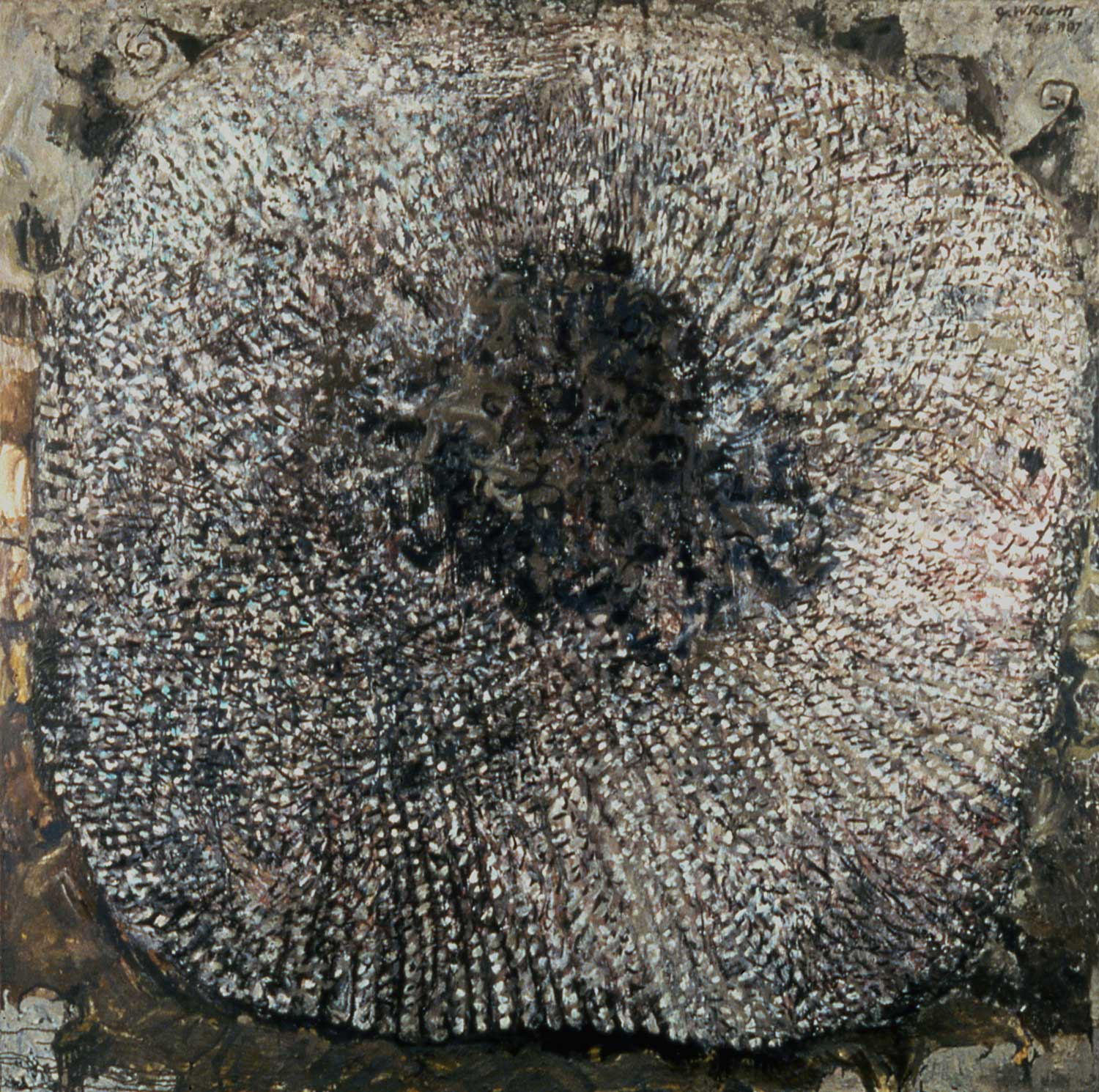
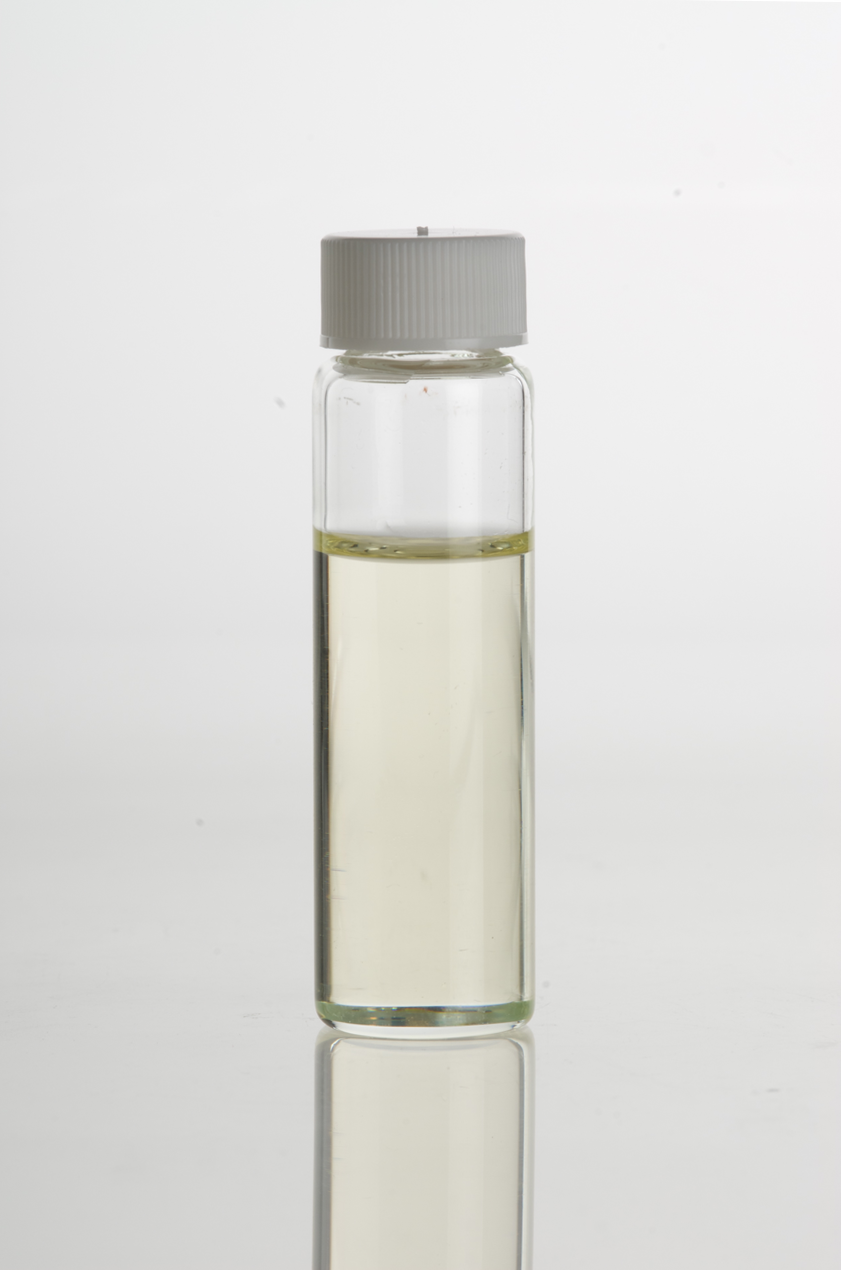
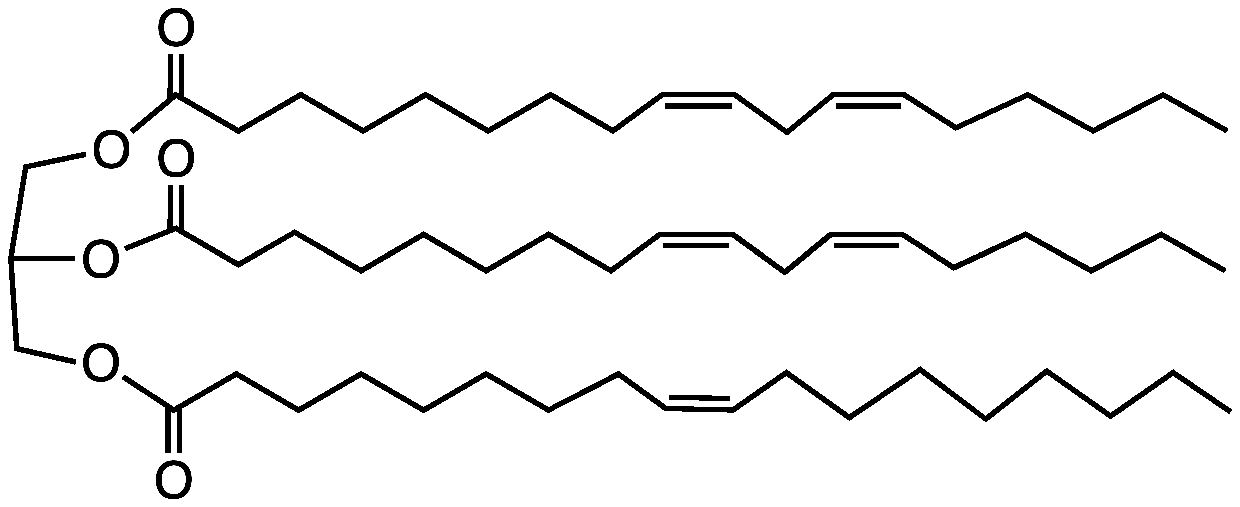
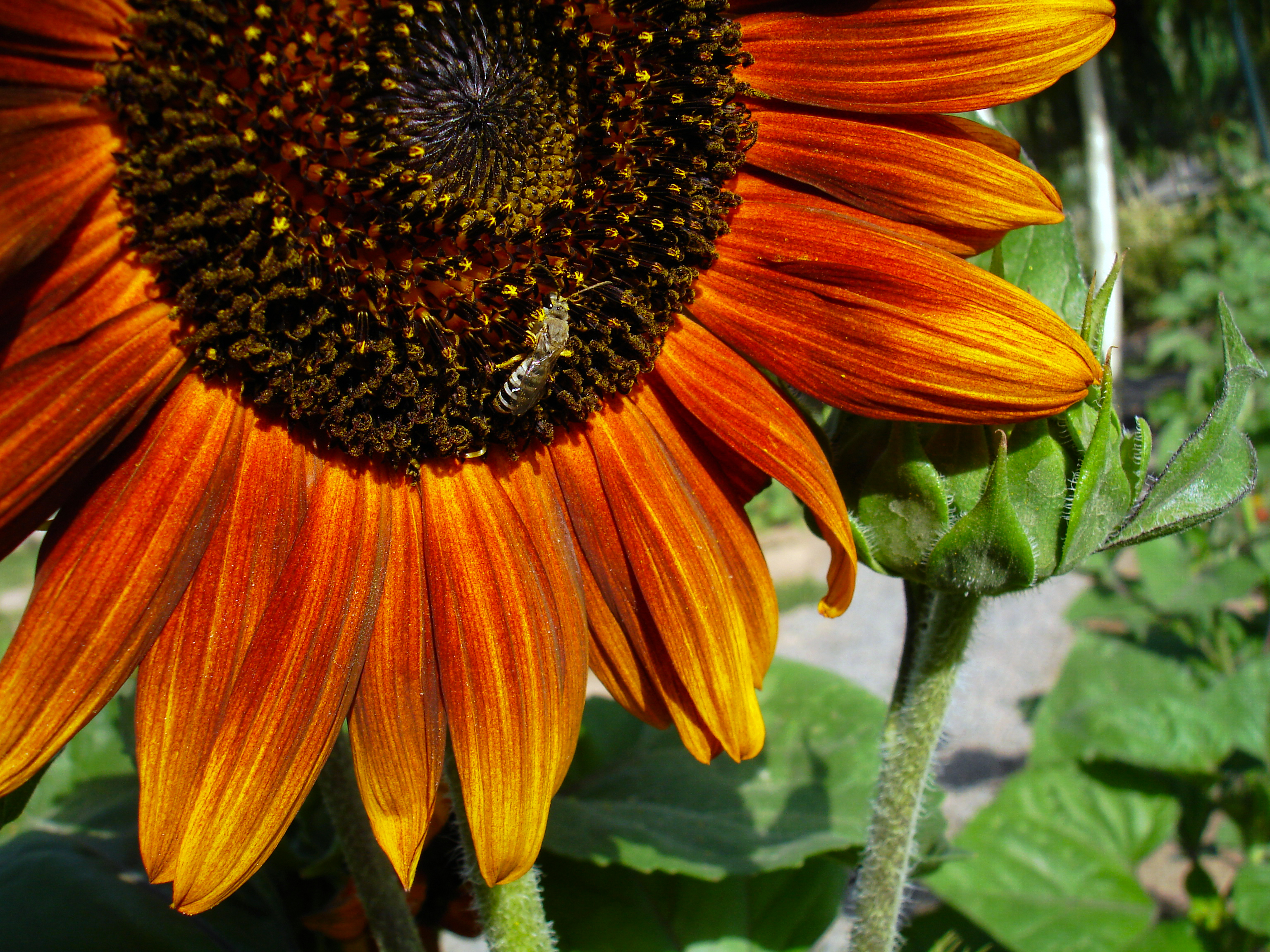
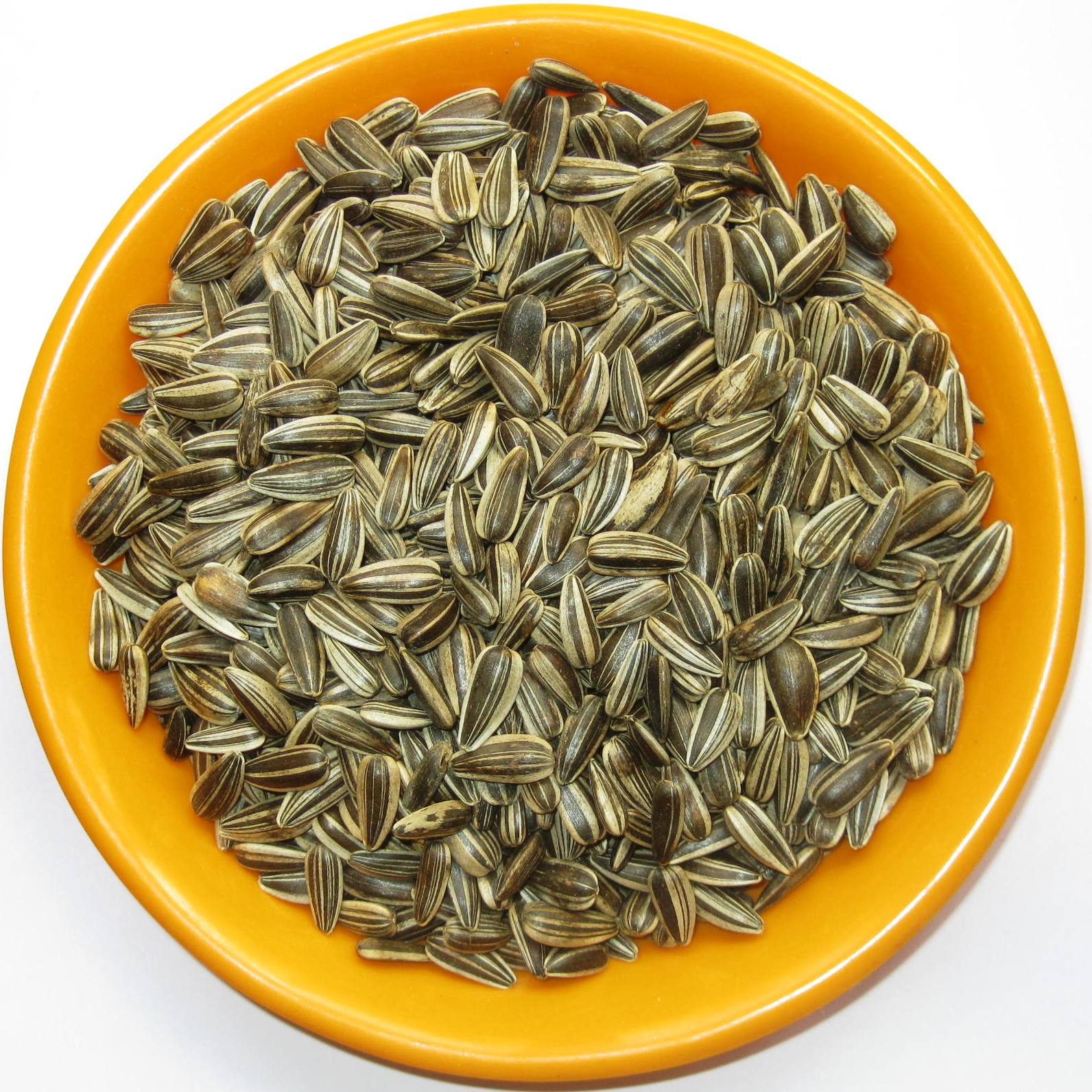
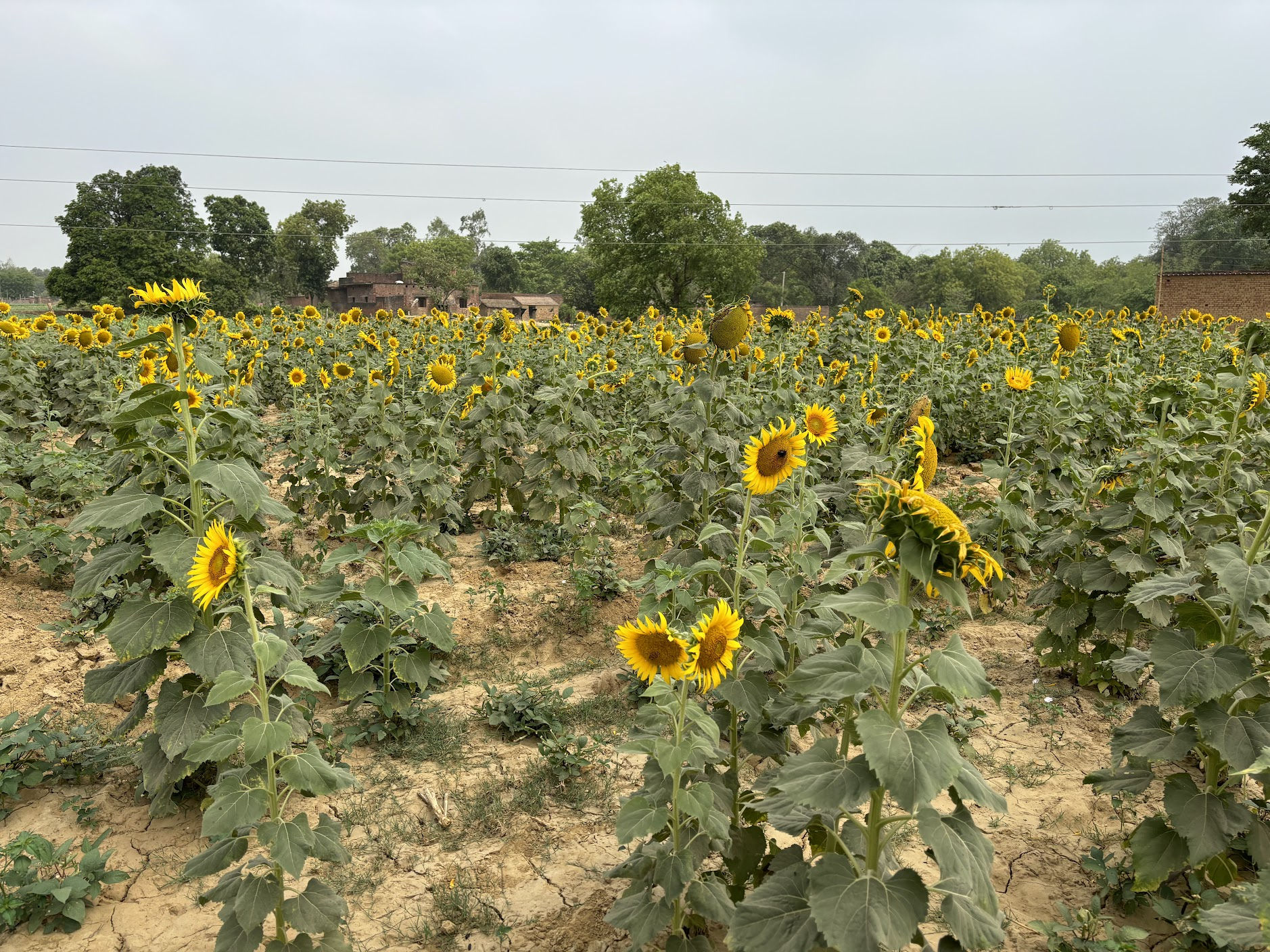
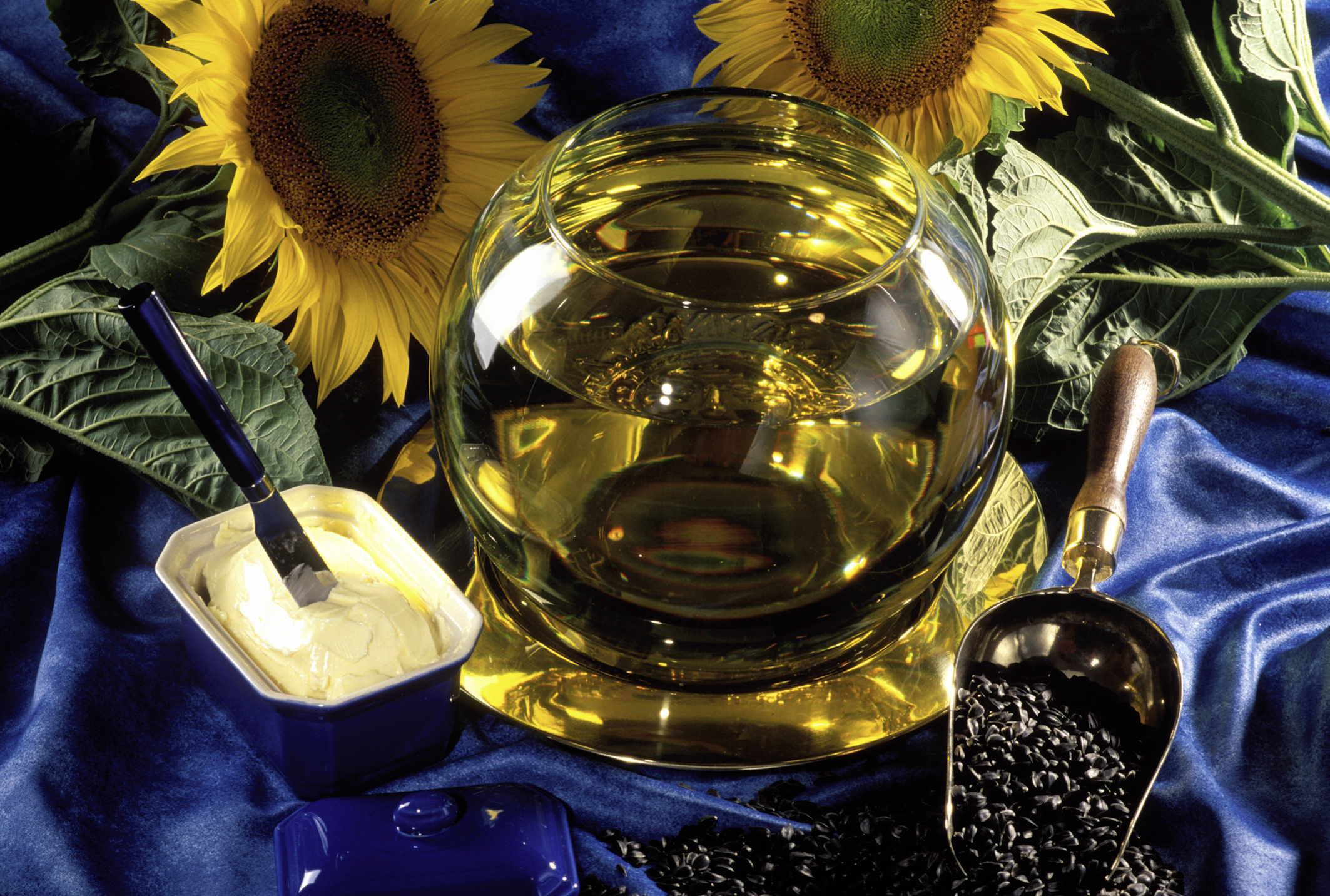
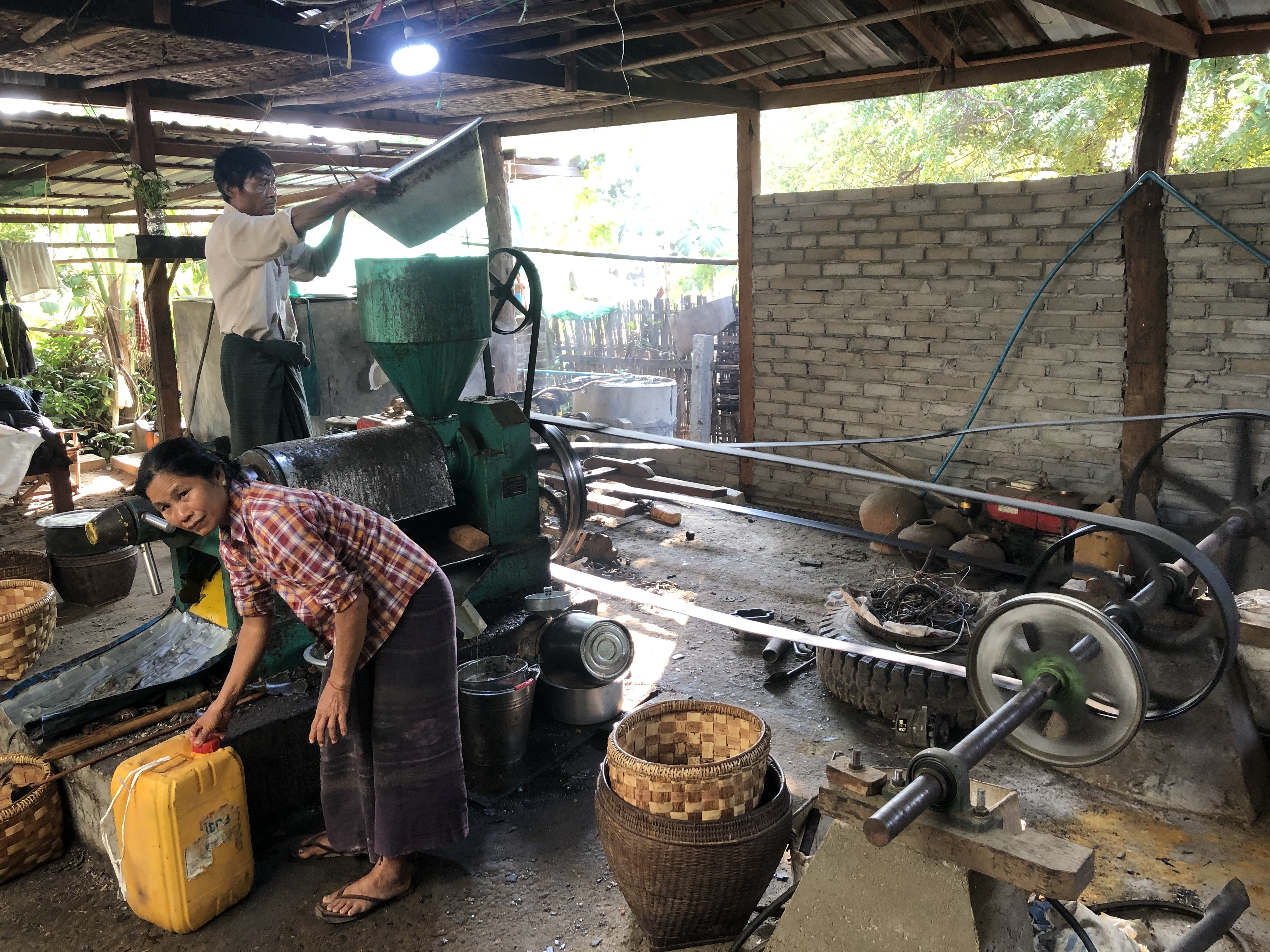
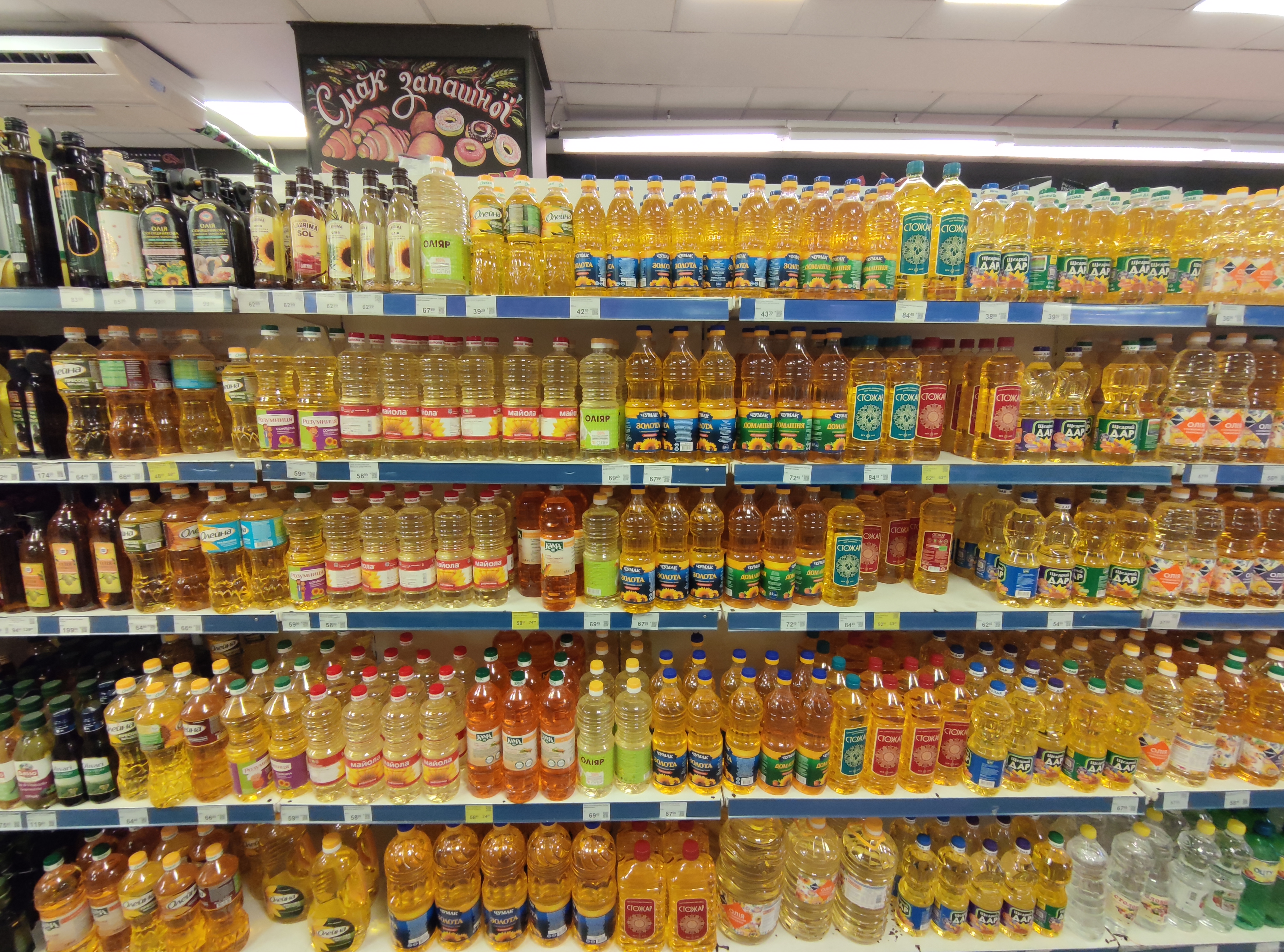

## وصلات خارجية
- http://www.sunflowernsa.com/all-about/default.asp?contentID=41
- http://journeytoforever.org/biofuel_library/oilpress.html